# Massieve band

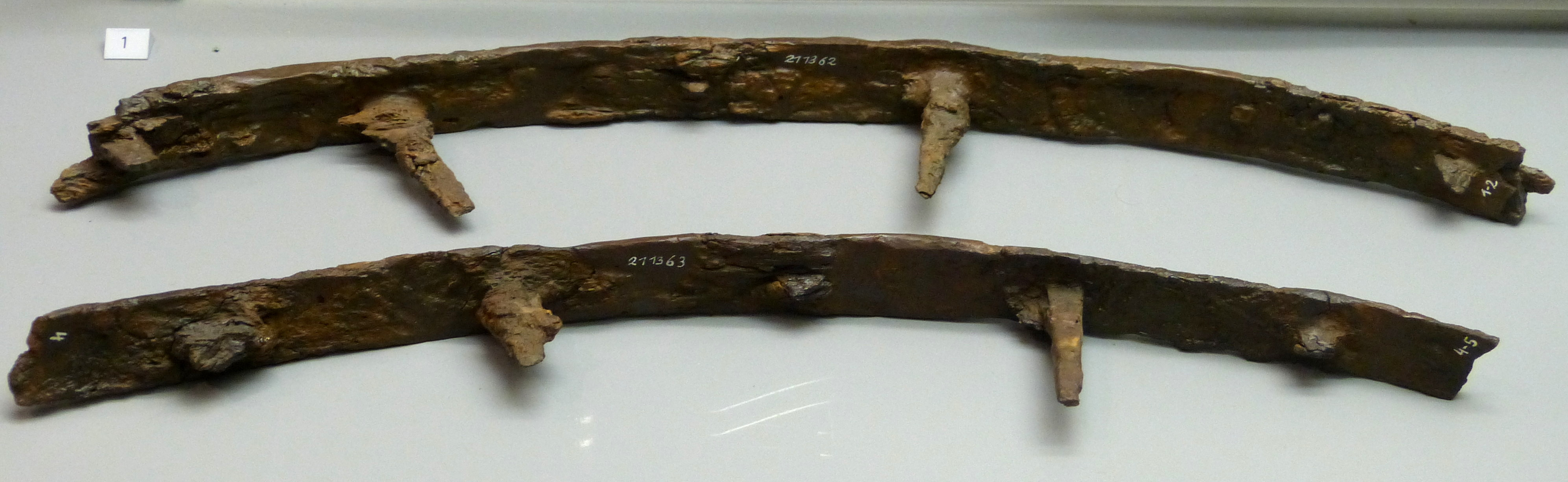
IJzeren banden uit de Hallstattperiode (7e eeuw v.Chr.), gevonden in Zuid-Duitsland

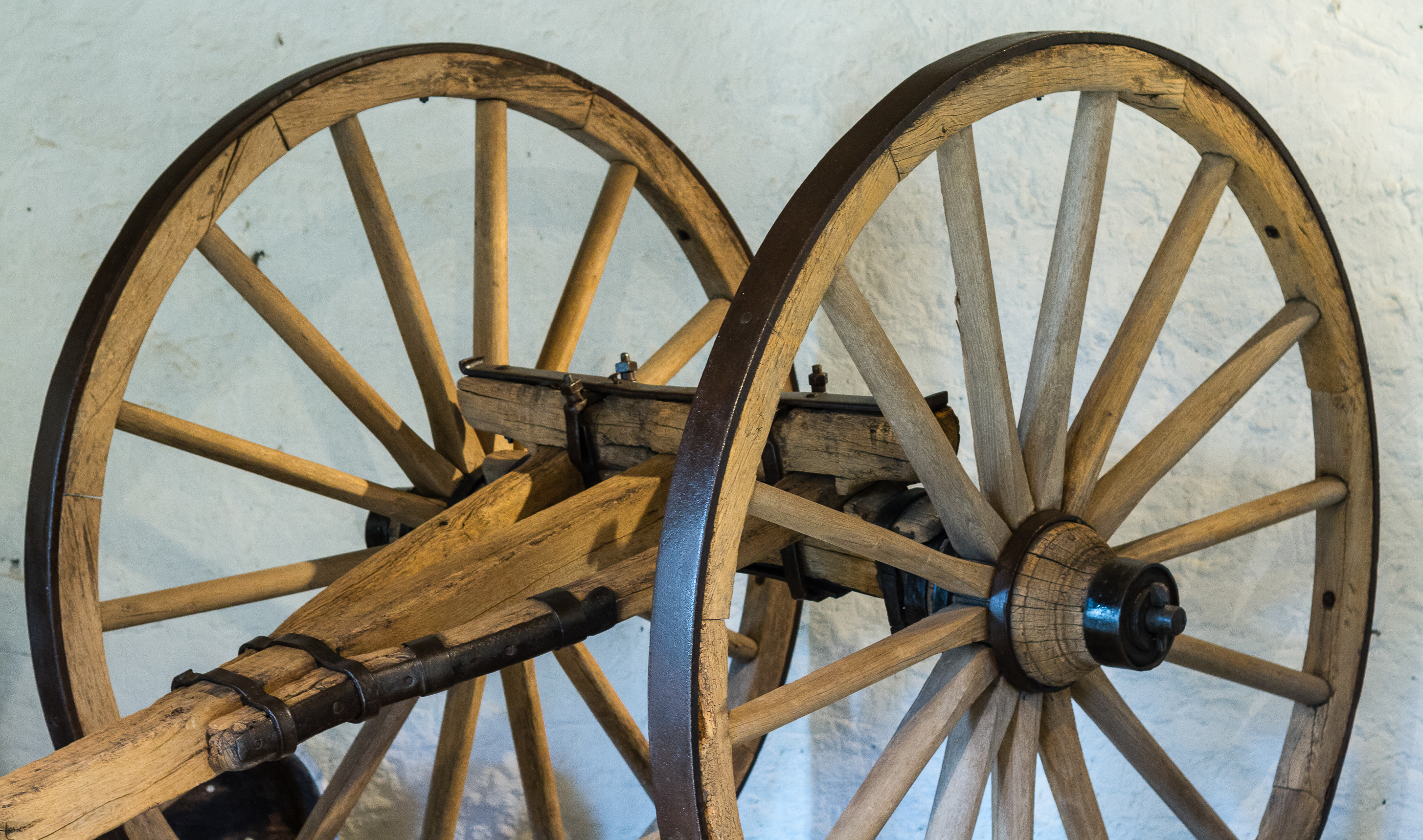
Houten wielen met ijzeren banden

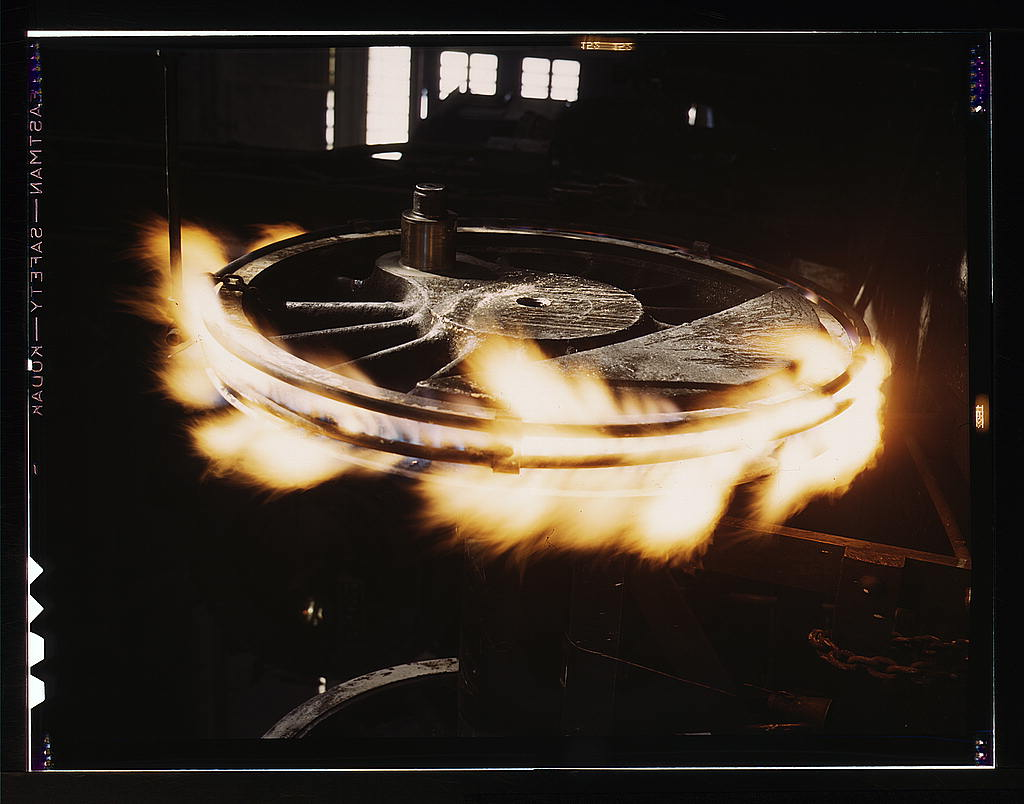
Een treinwiel wordt verhit om de stalen band te kunnen vervangen

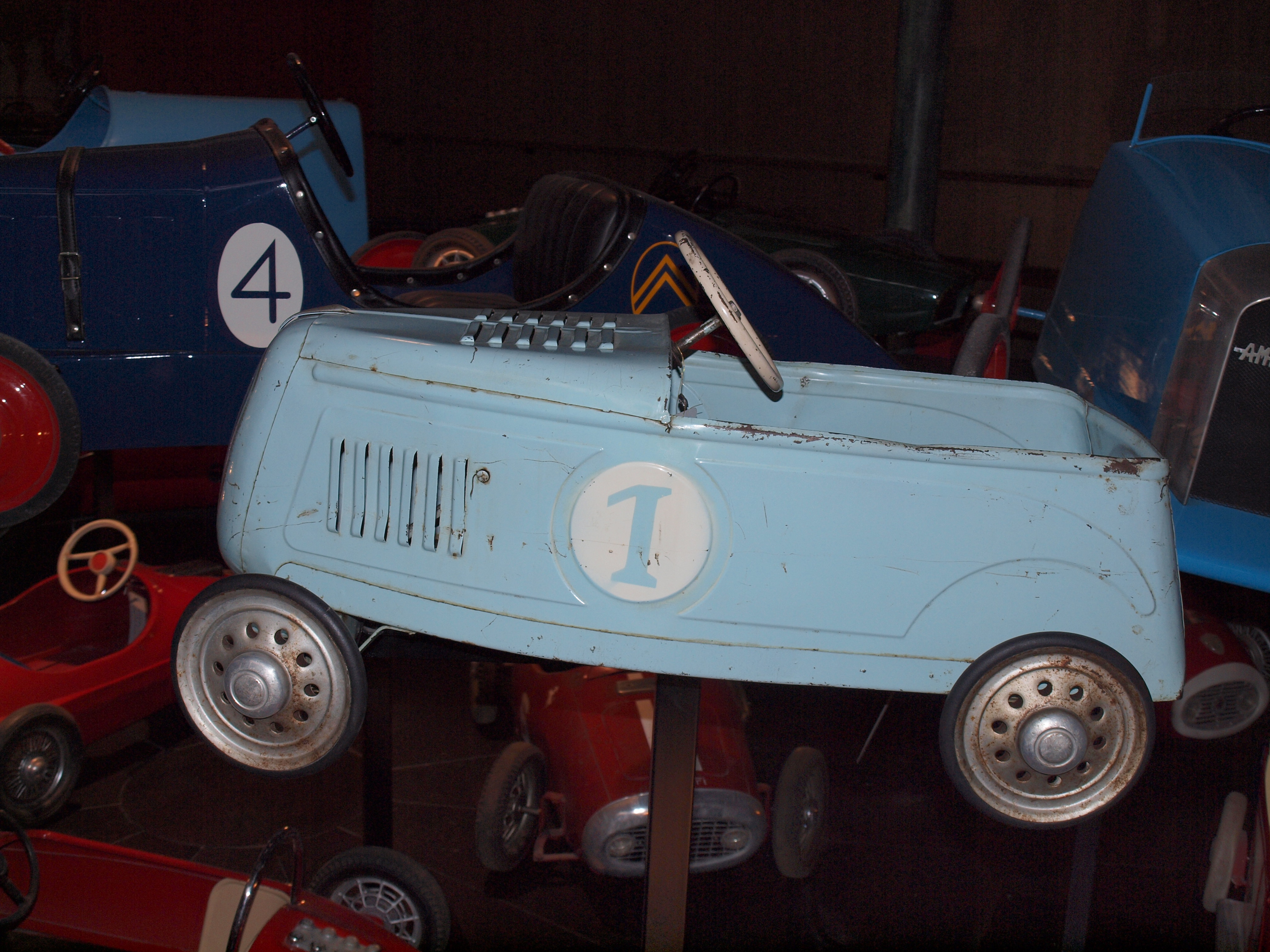
Trapauto met massieve rubberen banden

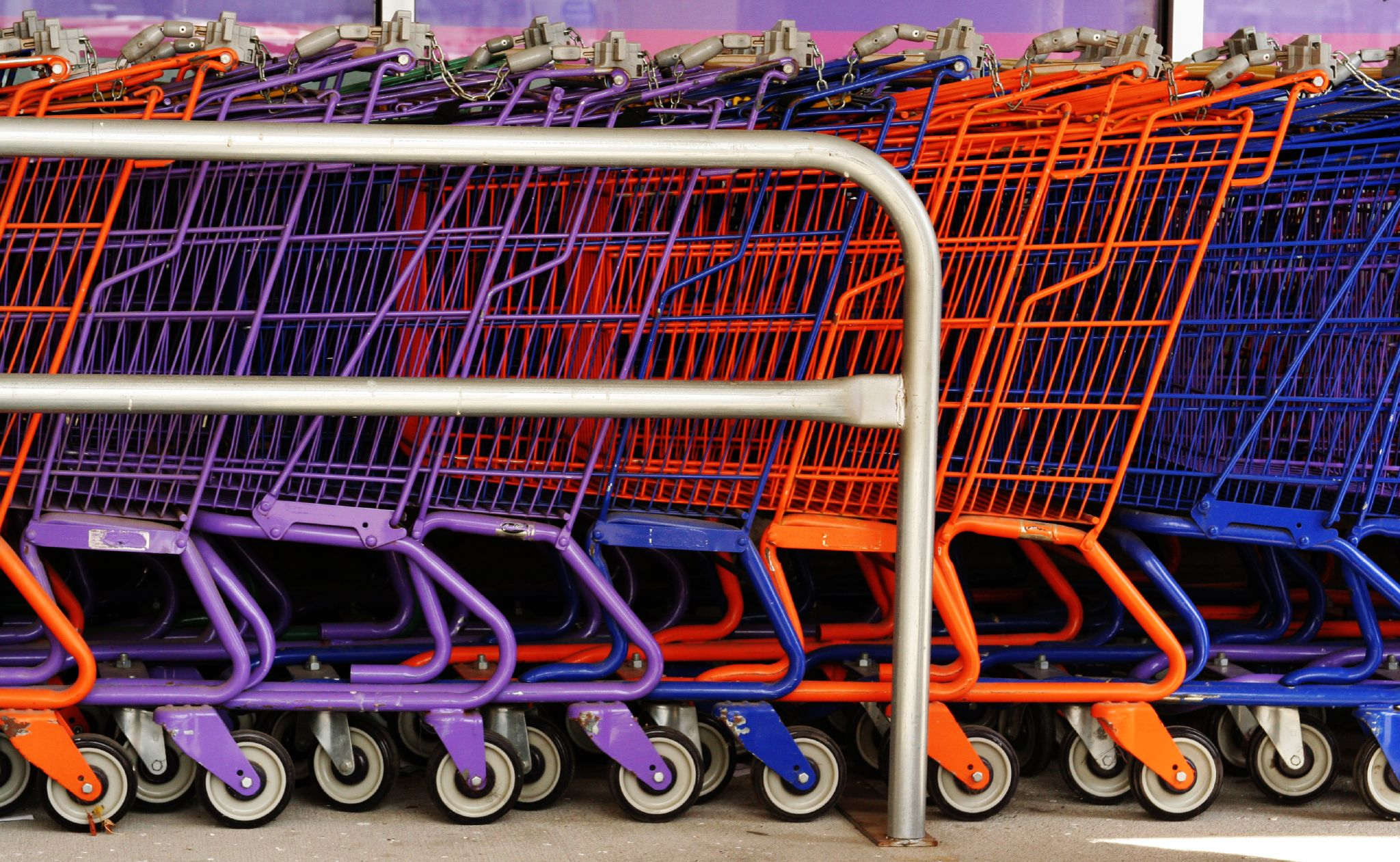
Boodschappenwagens met massieve rubberen banden

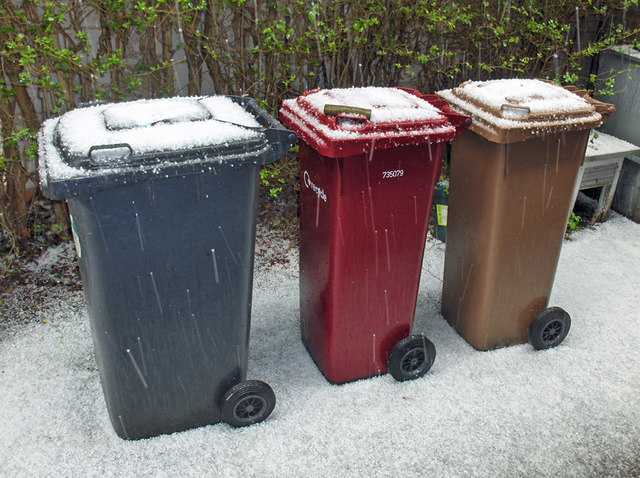
Afvalbakken met massieve rubberen banden

Een massieve band is een band van massief materiaal, meestal rubber of ijzer, ter bescherming van de velg van een wiel. Massieve banden worden in het wegverkeer nog maar weinig toegepast sinds de uitvinding van de luchtband.

## Geschiedenis
De oudst bekende banden werden gebruikt in Mesopotamië rond 2000 v.Chr. Deze banden waren van leer. Later werden ijzeren banden gebruikt. Om te voorkomen dat ijzeren banden bij het gebruik van de wielen liepen, werden ze vastgenageld of om de wielen gekrompen. Dit laatste houdt in dat de band wordt verhit waardoor deze uitzet. Vervolgens wordt de band om het houten wiel gelegd en afgekoeld zodat de band krimpt en strak om het wiel sluit. Op deze wijze maakt een ijzeren band het loopvlak van het wiel slijtvast en tegelijkertijd het hele wiel sterker. 
Vanaf 1791 werd een massieve rubberen band geproduceerd. Buiten het beperken van slijtage gaf dit door het dempend vermogen van rubber een lichte verhoging van het comfort. Aanvankelijk was het rubber van magere kwaliteit. In 1839 vond de Amerikaan Charles Goodyear het proces van het vulkaniseren van rubber uit. In 1844 werd dit proces verbeterd door Thomas Hancock, die een hardere vorm van rubber wist te produceren. Dit maakte de ontwikkeling van luchtbanden mogelijk. Luchtbanden werden eerst toegepast op fietsen, daarna op personenauto's. Vrachtauto's reden tot de jaren 1930 veelal op massieve banden.
In de Tweede Wereldoorlog werden, door problemen met de import van rubber van goede kwaliteit, fietsen soms weer voorzien van massieve banden van mindere kwaliteit rubber of zelfs hout in plaats van luchtbanden.

## Toepassing
Massieve rubberen banden zijn steviger en vaak ook goedkoper dan luchtbanden. Ze vinden daarom toepassing bij lagesnelheidvoertuigen zoals heftrucks, steekwagens, kinderwagens enz. Metalen banden worden gebruikt bij voertuigen met houten wielen zoals koetsen, boerenwagens en handkarren.

## Treinwielen
De stalen wielen van stoomtreinen en andere oudere treintypen waren vrij kostbaar en werden daarom voorzien van stalen banden zodat bij slijtage alleen de banden vervangen hoefden te worden. De stalen banden werden om de stalen treinwielen gekrompen.

## Trivia
Het Reglement verkeersregels en verkeerstekens 1966 noemde voor motorvoertuigen met een of meer massieve banden en voertuigen die een aanhanger met massieve banden trokken, een maximumsnelheid van 12 km/h. Voor een cushionband was dat 20 km/h. Dit gold tot 1990, het RVV van 1990 heeft deze bepalingen niet meer.